# Lepidozona iyoensis
Lepidozona iyoensis är en blötdjursart som först beskrevs av Is. och Iw. Taki 1929.  Lepidozona iyoensis ingår i släktet Lepidozona och familjen Ischnochitonidae. Inga underarter finns listade i Catalogue of Life.